# Iwan Sienin
Iwan Siemionowicz Sienin (ros. Иван Семенович Сенин, ur. 13 grudnia?/26 grudnia 1903 w guberni jekaterynosławskiej, zm. 1981 w Kijowie) – radziecki polityk.

## Życiorys
Od 1920 należał do RKP(b), w latach 1922–1925 kształcił się na fakultecie robotniczym donieckiego technikum górniczego, w 1930 ukończył studia na Wydziale Chemicznym Kijowskiego Instytutu Politechnicznego, 1931–1932 był słuchaczem kursów przy Columbia University. W latach 1932–1938 główny inżynier fabryki „Czerwonyj humowyk”, dyrektor, starszy inżynier fabryki „Ukrkabel” w Kijowie, 1938–1939 zastępca ludowego komisarza, a 1939–1940 ludowy komisarz przemysłu lekkiego Ukraińskiej SRR. Od 17 maja 1940 do 15 marca 1966 członek KC KP(b)U/KPU, w latach 1940–1942 zastępca przewodniczącego Rady Komisarzy Ludowych Ukraińskiej SRR, 1942–1943 kierownik sektora Zarządu Kadr KC WKP(b), od 1943 do maja 1953 zastępca przewodniczącego Rady Komisarzy Ludowych/Rady Ministrów Ukraińskiej SRR. Od 28 stycznia 1949 do 27 kwietnia 1965 członek Biura Politycznego KC/Prezydium KC KP(b)U/KPU, od 25 maja do 10 września 1953 minister przemysłu lokalnego i paliwowego Ukraińskiej SRR, od 10 września 1953 do 1 kwietnia 1965 I zastępca przewodniczącego Rady Ministrów Ukraińskiej SRR. Od 25 lutego 1956 do 18 października 1961 zastępca członka KC KPZR, w latach 1957–1959 przewodniczący Państwowego Komitetu Planowego (Gospłanu) Ukraińskiej SRR, od 31 października 1961 do 29 marca 1966 członek KC KPZR, od kwietnia 1965 na emeryturze. Deputowany do Rady Najwyższej ZSRR 5 kadencji. Odznaczony czterema Orderami Lenina i Orderem Czerwonego Sztandaru Pracy (20 lipca 1940).